# Boucle (patinage)
Pour les articles homonymes, voir Boucle.

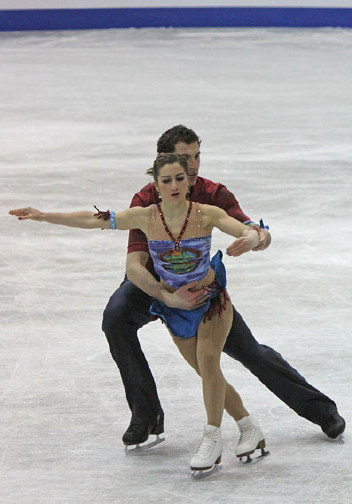
Marissa Castelli et Simon Shnapir exécutent une double boucle pendant leur programme court aux Championnats du monde juniors 2009.

Le saut de boucle ou le boucle (au masculin, parfois nommé « Rittberger » du nom de son inventeur, (« loop » en anglais) est un saut de carre en patinage artistique. Il prend appel sur la carre extérieure arrière, pour atterrir sur le même pied sur une carre extérieure arrière.
Ce nom vient de la similitude avec la boucle (au féminin), figure imposée. Comme la boucle prend carre sur celle qui est habituellement la carre d'atterrissage des sauts, elle est souvent utilisée comme deuxième partie des combinaisons de sauts.

## Historique
Le saut de boucle fut créé par le patineur Werner Rittberger, allemand d'origine. Le boucle peut aussi être exécuté en double ou triple saut, avec deux ou trois rotations respectivement. L'Autrichien Karl Schäfer réussit le premier double boucle de l'histoire, en 1925. Vingt-sept années plus tard, l'Américain Dick Button fut le premier à passer le triple boucle aux Jeux olympiques de 1952. Le Japonais Yuzuru Hanyu réussit à passer un quadruple boucle en 2015. La première femme capable de réussir la triple boucle fut Gaby Seyfert (GDR).
Le Français Eric Millot est devenu le premier patineur à réussir la combinaison triple boucle-triple boucle en 1996. Dans les années suivantes, la combinaison avec la triple boucle en deuxième saut est devenue une figure risquée, de nombreux patineurs se sont blessés à la hanche en pratiquant cette manœuvre, dont la championne olympique de 1998, Tara Lipinski.

## Variations
- Un saut de la même famille s'appelle le demi-boucle ou saut de Thorren. Malgré son nom, ce saut comporte une pleine rotation. Il diffère du boucle par l'atterrissage sur le pied opposé, sur une carre intérieure arrière. Le demi-boucle n'est exécuté qu'en saut simple (pendant un temps exécuté en double dans les compétitions des années 80) et est principalement utilisé comme élément de transition dans les séquences de sauts, avant un salchow ou un flip.
- Le vrai saut d'une demi-rotation pris sur la même carre que le boucle, atterri en avant sur la griffe, s'appelle feuille-qui-tombe. Ce saut peut être exécuté en position d'écart.

Le boucle ne devrait pas être confondu avec le boucle piqué, qui comporte une mécanique et une technique plutôt différentes : le pied libre du boucle est piqué dans le boucle piqué.